# Michail Puljajev
Michail Puljajev (* 20. červen 1987 v Podolsku, Sovětský svaz) je ruský zápasník-judista a sambista.

## Sportovní kariéra
Připravuje se v Rjazani pod vedení Andreje Popova. Na mezinárodní scéně se mezi seniory objevuje od roku 2007 v pololehké váze do 66 kg. V roce 2012 se kvalifikoval na olympijské hry v Londýně, ale neuspěl v ruské nominaci na úkor Musy Moguškova.
Od roku 2013 se postupně propracoval do A-týmu ruské reprezentace. V roce 2016 si vybojoval nominaci na olympijské hry v Riu. V úvodním kole nastoupil proti Kanaďanu Antoine Bouchardovi. V čistě takticky vedeném zápase vedl většinu času na šido, které však neudržel. Minutu před koncem dostal za pasivitu šido a navíc v prodloužení nezachytil Kanaďanův nástup do sumi-gaeši a turnaj předčasně opustil.
Michail Puljajev je levoruký judista, jeho osobní technikou je tai-otoši z jednostranného levého úchopu a o-soto-gari.

### Vítězství
- 2008 - 1x světový pohár (Baku)
- 2010 - 1x světový pohár (Rotterdam)
- 2013 - 1x světový pohár (Abú Zabí)
- 2014 - 2x světový pohár (Havana, Paříž)
- 2015 - 3x světový pohár (Santiago, Montevideo, Čedžu)
- 2016 - 1x světový pohár (Baku)

## Výsledky
| Olympijské hry     |     |     | — |   |   |   | — |    |    |    | úč. |    |  |  |  |  |  |  |  |  |  |  |  |  |
| Mistrovství světa  |     | —   |   | — | — | — |   | 5. | 2. | 2. |     | 2. |  |  |  |  |  |  |  |  |  |  |  |  |
| Evropské hry       |     |     |   |   |   |   |   |    |    | 3. |     |    |  |  |  |  |  |  |  |  |  |  |  |  |
| Mistrovství Evropy | —   | —   | — | — | — | — | — | —  | 3. | 3. | —   | —  |  |  |  |  |  |  |  |  |  |  |  |  |
| ME do 23 let       | —   | úč. | — | — |   |   |   |    |    |    |     |    |  |  |  |  |  |  |  |  |  |  |  |  |
| ME juniorů         | úč. |     |   |   |   |   |   |    |    |    |     |    |  |  |  |  |  |  |  |  |  |  |  |  |